# Bóng ném bãi biển

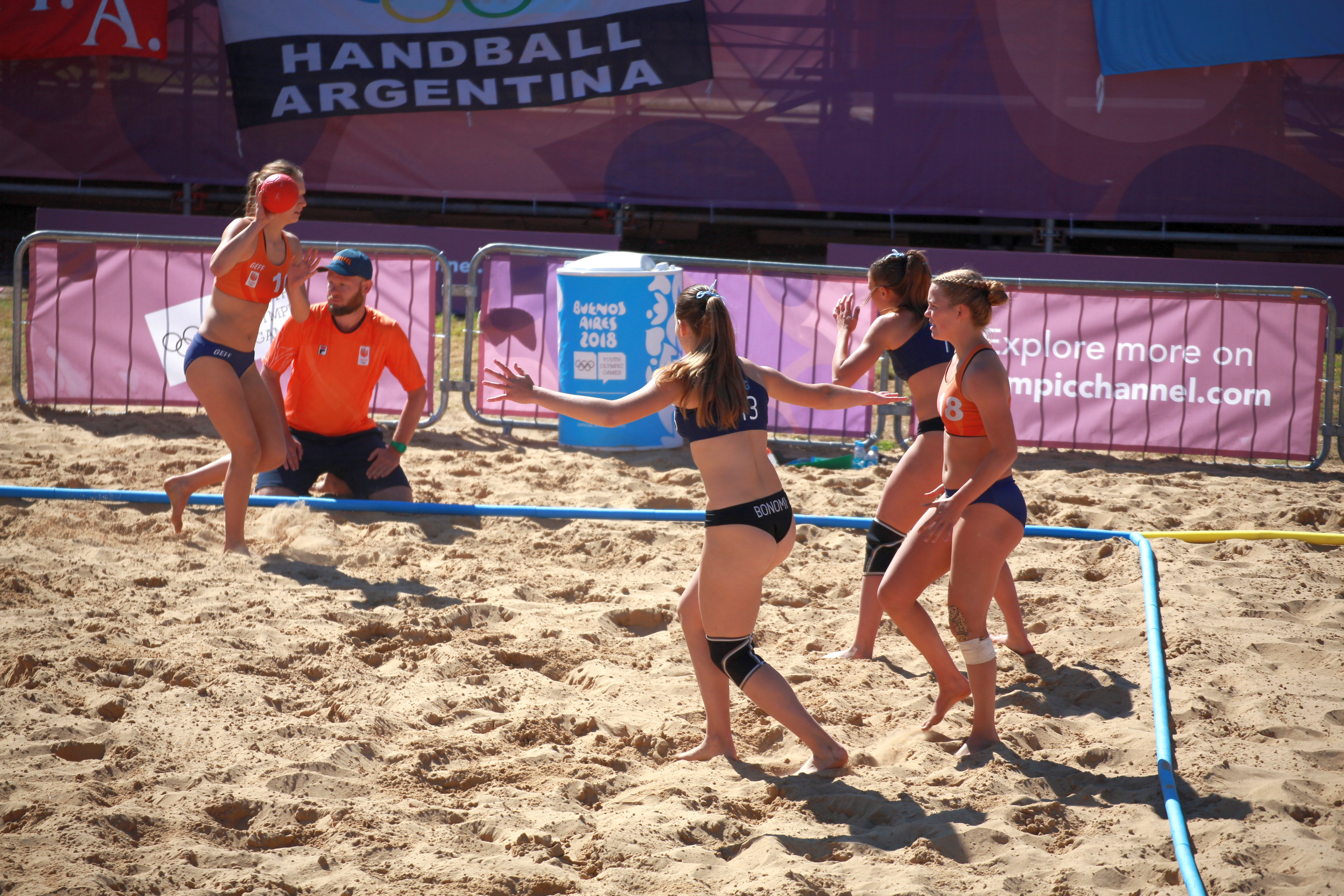
Một trận bóng ném bãi biển

Bóng ném bãi biển là một môn thể thao đồng đội nơi mà hai đội vượt qua và tung lên một quả bóng, cố gắng để ném bóng vào cầu môn của đối thủ. Trò chơi này tương tự như bóng ném đồng đội, nhưng được chơi trên cát thay vì trong nhà thi đấu. Các trận đấu được chơi trong hai hoặc ba hiệp (set), tùy thuộc vào thời điểm một đội thắng set thứ hai. Bàn thắng của thủ môn được tính là hai điểm, so với bàn thắng thông thường được ghi bởi một cầu thủ trên sân có giá trị 1 điểm. Các bàn thắng có tính sáng tạo hoặc ngoạn mục, cũng như các cú ném trên không và cú ném bật xoay 360 độ được tính hai điểm.
Các quy tắc bóng ném bãi biển quốc tế chính thức được ra đời năm 2002. Giải vô địch châu Âu đầu tiên được tổ chức năm 2000.
Tính đến  tháng 9 năm 2014, Brasil là nước xếp hạng số 1 trên thế giới, và là đội chiến thắng tại Giải vô địch bóng ném bãi biển thế giới 2014 ở cả hai nội dung nam và nữ.